# XIII (bande dessinée)
Pour les articles homonymes, voir XIII.

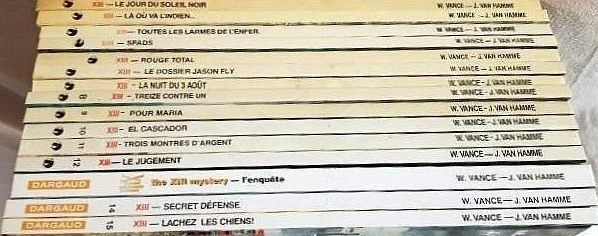
La collection XIII.

XIII est une série de bande dessinée belge, initialement dessinée par William Vance sur un scénario de Jean Van Hamme.
Publiée à partir de 1984 avec l'album Le Jour du soleil noir, la série est un thriller se déroulant aux États-Unis sur le thème d'un amnésique pourchassé, en quête de son identité. Les créateurs arrêtent la série avec le dix-neuvième album, Le Dernier Round, publié en 2007. Un seul album de ce premier cycle n'est pas dessiné par Vance : La Version irlandaise (2007), dessiné par Jean Giraud.
Un second cycle débute avec Le Jour du Mayflower, publié en 2011. Ces nouveaux tomes sont scénarisés par Yves Sente et dessinés par Youri Jigounov,.

## Auteurs
- Scénario : Jean Van Hamme (tomes 1 à 19), Yves Sente (tomes 20 à 28)
- Dessin : William Vance (tomes 1 à 17, 19), Jean Giraud (tome 18), Youri Jigounov (tomes 20 à 28)
- Couleurs : Petra (tomes 1 à 17, 19), Claire Champeval (tome 18), Bérengère Marquebreucq (tomes 20 à 24), Clémentine Guivarc'h (tomes 26 à 27), Bruno Tatti (tome 28).

## Synopsis
Un inconnu est découvert gisant sur une plage, inconscient et blessé par balle à la tempe (Le Jour du soleil noir). Complètement amnésique, il ne se souvient plus de son nom, ni de son passé et porte un mystérieux chiffre « XIII » tatoué au-dessus de la clavicule gauche, nombre qui servira à l’identifier tout au long de la série. Il découvre rapidement qu'un tueur à gages, surnommé « la Mangouste », et ses hommes sont à ses trousses et que le colonel Amos des services secrets le recherche pour l'assassinat de William Sheridan, le président des États-Unis, quelques mois plus tôt.
À la recherche de son identité, XIII découvre que son tatouage est lié à un vaste complot visant à instaurer une dictature fasciste aux États-Unis. Les cinq premiers tomes de la série relatent la manière dont le héros, aidé en particulier par le général Benjamin Carrington et le Major Jones, parvient à empêcher le coup d’état et démonter le complot (Le Jour du Soleil Noir, Là où va l'Indien, Toutes les Larmes de l'Enfer, SPADS, Rouge Total) sans toutefois identifier son chef (le numéro I), jusqu’à l’élection de Walter « Wally » Sheridan, frère de William, comme président des États-Unis. Dans ce but, l’homme au numéro XIII, en réalité nommé Jason Fly, fut engagé comme mercenaire pour jouer le rôle du capitaine Steve Rowland, véritable numéro XIII de la conspiration afin de tenter de remonter le complot. Il subit dans ce but des opérations de chirurgie esthétique visant à le faire passer pour le capitaine assassiné après son forfait, puis apprend auprès de sa veuve, Kim Carrington, à se comporter de la même façon. Mais, trahi, il est piégé par les hommes de la Mangouste, puis blessé juste avant le début de la bande dessinée.
S’ensuit la quête de l’identité et des souvenirs du héros. De retour dans le village de son enfance, Greenfalls, dans les montagnes du Colorado, il découvre le contexte de la mort de son père, Jonathan Fly, en réalité Mac Lane, journaliste communiste assassiné par le Ku Klux Klan (Le Dossier Jason Fly,la Nuit du 3 août). Puis, lors de la révolution au Costa Verde, pays hispanique imaginaire d'Amérique latine, inspirée par les républiques bananières, il apprend qu’il fut guérillero sous le nom de Kelly Brian, alias El Cascador, sorte de Che Guevara local (Pour Maria, El Cascador). Capturé par les hommes du dictateur en titre, il fut racheté immédiatement après l’assassinat de Sheridan par les services de contre-espionnage des États-Unis pour jouer le rôle de Rowland, tandis que la fausse mort du Cascador fut annoncée dans la presse. Il rencontre surtout Sean Mullway, trafiquant d’armes d’origine irlandaise et cousin de Jonathan Mac Lane, qui s’avère être en réalité son père biologique, contraint à abandonner son fils après avoir été accusé du meurtre de sa femme, Carla Giordino (Trois montres d'argent).
Parallèlement, XIII, toujours assisté de Jones, se lance sur ordre du nouveau président Wally Sheridan à la recherche du numéro I de la conspiration. Poursuivi par la Mangouste et son associée Irina Svetlanova, il parvient néanmoins à retrouver Kim Carrington, numéro XVII. Il s’avère que celle-ci était une agent double : envoyée par les services de contre-espionnage pour infiltrer la conspiration des XX par le biais du capitaine Rowland, c’est en fait sur chantage de Wally Sheridan qu’elle est devenue agent, afin de pouvoir trahir XIII au début de sa mission. Celui-ci ne parvient pas à la sauver de la Mangouste, et perd ainsi la seule preuve que Wally est le numéro I, assassin de son propre frère : tous les appuis de XIII ayant été assassinés ou rendus proscrits, c’est seul que le héros affronte l’homme le plus puissant de la planète et se place dans une situation de mort en sursis (Treize contre Un). Carrington, pour faire éclater la vérité au grand jour, kidnappe le président et organise son procès télévisé, mais Wally est accidentellement tué par le nouveau patron du contre-espionnage, Frank Giordino, et par le nouveau chef d’état-major, James Elroy Wittaker. La Mangouste, mortellement blessé, avoue en direct l’implication de Wally dans le complot, Carrington et Jones sont contraints de fuir le pays (Le Jugement).
Dans la dernière partie du premier cycle de la série, Frank Giordino devient l’antagoniste principal. Patron du contre-espionnage, mais aussi ancien directeur de la CIA, directeur de la NSA, issu d'une famille mafieuse et meurtrier de Carla Giordino, sa propre sœur et mère de XIII, il convainc le nouveau président que le héros, par le passé Kelly Brian, est en réalité un terroriste de l’IRA provisoire activement recherché et lui fait endosser la responsabilité de la mort de Wally Sheridan (Secret Défense). Tout en envoyant à sa poursuite les tueurs de la NSA, il fait pression sur le New York Daily prêt à publier une enquête sur la conspiration des XX et les pratiques de l’agence sous sa direction (The XIII Mystery : L'Enquête). Allant jusqu’à tenter de tuer le général Wittaker prêt à parler, renverser le nouveau régime démocratique du Costa-Verde par un attentat engendrant des milliers de victimes, et abattre l’homme au numéro XIII par tous les moyens, il est finalement démis de ses fonctions puis tué après avoir témoigné devant une commission d’enquête sur ses actes à la tête de la NSA (Le Dernier Round).
Dans le deuxième cycle, XIII va avoir accès à de nouveaux souvenirs de son enfance, avec l'aide d'une psychiatre qui va lui proposer de bénéficier de nouvelles technologies de stimuli cérébraux (Le Jour du Mayflower). Au cours de son enfance, son père adoptif, Jonathan Mac Lane, avait entamé la préparation de son fils au rôle de futur "leader des passagers du Mayflower". Il va remonter et explorer son ascendance jusqu'aux heures des Pères fondateurs de l'Amérique qui ont débarqué en 1620. S'il veut une nouvelle fois sauver sa peau et celles de ses amis Jones et Carrington, piégés par la mystérieuse Fondation Mayflower, il va devoir récupérer des documents du passé. Au terme d'une enquête qui le mène en Europe, XIII finit par retrouver ces documents vieux de quatre siècles à Amsterdam (Le Message du martyr). D'après ces documents, la reine d'Angleterre, Elisabeth 1re, a accordé une terre aux passagers du Mayflower et XIII est l'héritier d'un tiers du terrain.
Après avoir récupérer ces documents, XIII est forcé par le Général Wolf d'infiltrer et d'espionner la Fondation Mayflower en échange de la mise à l'abri de Jones et Carrington. La Fondation a l'intention d'utiliser ses talents de sniper pour tuer le Pape en visite au Capitole (2132 mètres). Il reçoit l'ordre du Général Wolf de tirer sur sa cible.

## Développement de la série
Le scénario de départ est inspiré du roman La Mémoire dans la peau (1980) de Robert Ludlum et s'inspire également de l'assassinat du président américain John Fitzgerald Kennedy.
La série XIII connaît un grand succès et est devenue, au fur et à mesure des albums, un best seller de la bande dessinée. Véritable thriller du neuvième art, XIII développe une intrigue complexe mais lisible, aux multiples rebondissements. Le dessin, réaliste et froid, est un atout pour l'ambiance de la série.
Les premiers albums, qui sortent au rythme soutenu d'un par an, connaissent un succès croissant, essentiellement grâce au bouche à oreille. En 1990, après la première année sans XIII, deux albums sortent à quelques mois d'écart, soutenus par une importante campagne publicitaire qui ouvre à la série les portes de la grande distribution. Pour l'album suivant Treize contre Un, l’éditeur produit même un spot de huit secondes pour le cinéma, une première dans l'histoire de la bande dessinée, qui propulsera l'album à plus de 175 000 exemplaires vendus.
XIII marque le premier mariage à grande échelle entre BD et marketing : peu avant la sortie de chaque nouvel album, les premières planches sont publiées dans différents journaux. Des accords sont passés avec la Française des jeux, avec des éditeurs de jeux vidéo et de jeux de société et le produit XIII est décliné sous tous les angles possibles.
En octobre 2015, l'hebdomadaire L'Express a consacré un numéro spécial à cette série.

## Personnages principaux
- XIII : homme au passé mystérieux, rendu amnésique par une balle dans le crâne et portant le chiffre XIII tatoué sur la clavicule. Son visage a été modifié par la chirurgie esthétique pour se faire passer pour feu Steve Rowland, commando d'élite, fils unique d'un riche propriétaire terrien. Sa vie devient une quête, dans l'espoir de retrouver un jour la mémoire… et de découvrir sa propre identité pour répondre à une terrible question : est-il l'assassin du président William Sheridan ?
- Samuel Amos : ex-colonel des forces israéliennes, il quitte Israël et émigre vers les Etats-Unis ou il est accueilli à bras ouverts par les responsables de la CIA. Il prend la direction du département de lutte anti-terroriste et est nommé à la tête d'un service spécial formé pour enquêter sur l'assassinat du président William Sheridan. C'est lui qui, le premier, mettra la main sur XIII qu'il soupçonne d'être le meurtrier.
- Général Benjamin Carrington (représenté sous les traits de Lee Marvin[5]), père de Kim Rowland et chef de l'État-Major interarmées, il va aider XIII à déjouer le complot de la Conspiration des XX.
- Jones : (Lieutenant, puis Major et enfin Colonel) liée au général Carrington depuis son plus jeune âge, dotée d'une excellente mémoire, experte en close combat et pilote de chasse, représentée sous les traits de Whitney Houston.
- Betty Barnowsky : sergent des S.P.A.D.S., accompagne et aide XIII à plusieurs occasions au long de la série.
- Maria de Los Santos : elle connut XIII lors d'une guérilla en Amérique latine. Censée être l'ex-femme du héros, elle devient présidente du Costa Verde après la mort de son frère, le leader de la révolution.
- Sean Mullway : père biologique présumé de XIII, il quitte les États-Unis pour le Costa Verde après avoir été accusé à tort du meurtre de sa femme. Toute sa vie a été vouée à la recherche d'un trésor caché par son grand-père et ses deux compagnons dans une région inconnue. Il devient trafiquant d'armes au profit du Costa Verde. Il se rend aux États-Unis pour voir son fils mais sans oser l'aborder.
- Walter « Wally » Sheridan : frère et successeur du président William Sheridan qui a été assassiné, il est aussi le numéro I de la Conspiration des XX.
- Frank Giordino : directeur de la NSA. Héritier de la famille Mafieuse de Brooklyn, il tue sa sœur en voulant tuer Sean Mullway dont elle est enceinte. Elle accouche de celui qui deviendra XIII avant de mourir.
- La Mangouste : tueur impitoyable sans cesse à la recherche de XIII, il est employé par la conspiration des XX (Son passé est révélé dans XIII Mystery tome 1).
- Irina : ex-agent soviétique, tueuse à gages au service de la Mangouste (son passé est révélé dans XIII Mystery tome 2).
- Jessica Martin, secrétaire de Frank Giordino, puis tueuse à gages et amante d'Irina. Nom de code: Diane. Elle finit par amour de XIII par se retourner contre Giordino; blessée grièvement en protégeant XIII, depuis son lit d'hôpital elle dévoile tout à un journaliste.

## Ressemblances et inspirations
Dans les années 2000, après la sortie des trois premiers films de la série Jason Bourne — adaptés des romans éponymes de Robert Ludlum, parus dans les années 1980 — Jean Van Hamme a reconnu s'être inspiré du roman La Mémoire dans la peau pour créer l'univers de XIII,. Les deux héros s'appellent Jason, ils ont perdu la mémoire et leur visage a été modifié par la chirurgie esthétique; tombés à la mer, ils sont soignés par un médecin alcoolique. Ils sont tous les deux athlétiques, formés au combat et déterminés.
William Sheridan est inspiré de Kennedy : démocrate probablement (même si ce n'est jamais explicitement dit, alors que son vice-président semble étrangement républicain). Avec également un frère cadet également candidat à la présidence, un père riche décidé à l'aider dans sa carrière au point de traiter avec la Mafia italo-américaine. Une épouse ressemblant à Jacqueline Kennedy. Assassiné comme lui mystérieusement lors d'une campagne électorale dans une voiture décapotable, dans une ville du Sud républicain[source secondaire souhaitée].
Carrington, Rowland, le juge Allenby, Alan Smith ont tous participé à une guerre dans l'Asie du Sud-Est, ressemblant à celle du Viêt Nam[source secondaire souhaitée].
Dans Le Figaro, Olivier Delcroix note aussi des ressemblances, notamment graphiques, avec le film I... comme Icare (1979). Il souligne toutefois que, dans les deux cas, l'histoire est inspirée d'un fait réel : l'assassinat de Kennedy en 1963.

## Albums

### Série classique
Dans la mesure où une demande de pages à fusionner (Wikipédia:Pages à fusionner#XIII (bande dessinée) et 2132 mètres et The XIII History et L'Héritage de Jason Mac Lane) est en cours entre l'article principal et 3 épisodes (voire plus), les résumés existants vont être rapatriés ici avant leur suppression.

#### Premier cycle
| N°    | Titre                        | Scénariste     | Dessinateur / Coloriste                      | Première publication | Éditeur | ISBN           | Arcs narratifs                  | Grands cycles                         |
| ----- | ---------------------------- | -------------- | -------------------------------------------- | -------------------- | ------- | -------------- | ------------------------------- | ------------------------------------- |
| 1     | Le Jour du soleil noir       | Jean Van Hamme | William Vance / Petra                        | septembre 1984       | Dargaud | 2-87129-000-8  | Le complot contre la démocratie | Cycle 01 - La Conspiration des XX     |
| 2     | Là où va l'Indien...         | Jean Van Hamme | William Vance / Petra                        | janvier 1985         | Dargaud | 2-87129-001-6  | Le complot contre la démocratie | Cycle 01 - La Conspiration des XX     |
| 3     | Toutes les larmes de l'enfer | Jean Van Hamme | William Vance / Petra                        | janvier 1986         | Dargaud | 2-87129-008-3  | Le complot contre la démocratie | Cycle 01 - La Conspiration des XX     |
| 4     | S.P.A.D.S.                   | Jean Van Hamme | William Vance / Petra                        | janvier 1987         | Dargaud | 2-87129-023-7  | Le complot contre la démocratie | Cycle 01 - La Conspiration des XX     |
| 5     | Rouge total                  | Jean Van Hamme | William Vance / Petra                        | novembre 1988        | Dargaud | 2-87129-044-X  | Le complot contre la démocratie | Cycle 01 - La Conspiration des XX     |
| 6     | Le Dossier Jason Fly         | Jean Van Hamme | William Vance / Petra                        | janvier 1990         | Dargaud | 2-87129-059-8  | L'enfance dévoilée              | Cycle 01 - La Conspiration des XX     |
| 7     | La Nuit du 3 août            | Jean Van Hamme | William Vance / Petra                        | octobre 1990         | Dargaud | 2-87129-062-8  | L'enfance dévoilée              | Cycle 01 - La Conspiration des XX     |
| 8     | Treize contre Un             | Jean Van Hamme | William Vance / Petra                        | octobre 1991         | Dargaud | 2-87129-065-2  | Les réponses                    | Cycle 01 - La Conspiration des XX     |
| 9     | Pour Maria                   | Jean Van Hamme | William Vance / Petra                        | septembre 1992       | Dargaud | 2-87129-066-0  | Au cœur de l'Amérique latine    | Cycle 02 - Des origines au dénouement |
| 10    | El Cascador                  | Jean Van Hamme | William Vance / Petra                        | février 1994         | Dargaud | 2-87129-072-5  | Au cœur de l'Amérique latine    | Cycle 02 - Des origines au dénouement |
| 11    | Trois Montres d'argent       | Jean Van Hamme | William Vance / Petra                        | mars 1995            | Dargaud | 2-87129-081-4  | Au cœur de l'Amérique latine    | Cycle 02 - Des origines au dénouement |
| 12    | Le Jugement                  | Jean Van Hamme | William Vance / Petra                        | septembre 1997       | Dargaud | 2-87129-117-9  | La conclusion                   | Cycle 02 - Des origines au dénouement |
| 13    | The XIII Mystery : L'Enquête | Jean Van Hamme | William Vance / Petra                        | septembre 1999       | Dargaud | 2-87129-091-1  | Parenthèse                      | Parenthèse                            |
| 14    | Secret Défense               | Jean Van Hamme | William Vance / Petra                        | octobre 2000         | Dargaud | 2-87129-297-3  | Cycle 03 - La nouvelle traque   | Cycle 03 - La nouvelle traque         |
| 15    | Lâchez les chiens !          | Jean Van Hamme | William Vance / Petra                        | mars 2002            | Dargaud | 2-87129-452-6  | Cycle 03 - La nouvelle traque   | Cycle 03 - La nouvelle traque         |
| 16    | Opération Montecristo        | Jean Van Hamme | William Vance / Petra                        | février 2004         | Dargaud | 2-87129-592-1  | Cycle 04 - La chasse au trésor  | Cycle 04 - La chasse au trésor        |
| 17    | L'Or de Maximilien           | Jean Van Hamme | William Vance / Petra                        | septembre 2005       | Dargaud | 2-87129-755-X  | Cycle 04 - La chasse au trésor  | Cycle 04 - La chasse au trésor        |
| 18    | La Version irlandaise        | Jean Van Hamme | Jean Giraud / Claire Champeval               | octobre 2007         | Dargaud | 978-2505001317 | Cycle 05 - L'identité révélée   | Cycle 05 - L'identité révélée         |
| 19    | Le Dernier Round             | Jean Van Hamme | William Vance / Petra                        | octobre 2007         | Dargaud | 978-2505001300 | Cycle 05 - L'identité révélée   | Cycle 05 - L'identité révélée         |
| 13bis | L'Enquête, deuxième partie   | Jean Van Hamme | William Vance, Philippe Xavier / Bruno Tatti | novembre 2018        | Dargaud | 978-2505072676 | Parenthèse                      | Parenthèse                            |

Le tome 13 bis, « L'Enquête, deuxième partie », dont le scénario s'intercale à la fin du tome 13, est le dernier publié dans le premier cycle.

#### Second cycle
| N° | Titre                        | Scénariste | Dessinateur / Coloriste                            | Première publication | Éditeur | ISBN              | Arcs narratifs                                   | Grands cycles                                    |
| -- | ---------------------------- | ---------- | -------------------------------------------------- | -------------------- | ------- | ----------------- | ------------------------------------------------ | ------------------------------------------------ |
| 20 | Le Jour du Mayflower         | Yves Sente | Iouri Jigounov / Bérangère Marquebreucq            | novembre 2011        | Dargaud | 978-2505012948    | Les extrémistes religieux                        | Cycle 06 - La chasse à l'héritier du Mayflower   |
| 21 | L'Appât                      | Yves Sente | Iouri Jigounov / Bérangère Marquebreucq            | novembre 2012        | Dargaud | 978-2505015048    | Les extrémistes religieux                        | Cycle 06 - La chasse à l'héritier du Mayflower   |
| 22 | Retour à Greenfalls          | Yves Sente | Iouri Jigounov / Bérangère Marquebreucq            | novembre 2013        | Dargaud | 978-2505017998    | L'héritage de Mac Lane                           | Cycle 06 - La chasse à l'héritier du Mayflower   |
| 23 | Le Message du martyr         | Yves Sente | Iouri Jigounov / Bérangère Marquebreucq            | novembre 2014        | Dargaud | 978-2505060031    | L'héritage de Mac Lane                           | Cycle 06 - La chasse à l'héritier du Mayflower   |
| 24 | L'Héritage de Jason Mac Lane | Yves Sente | Iouri Jigounov / Bérangère Marquebreucq            | juin 2016            | Dargaud | 978-2505063513    | Double Jeu                                       | Cycle 06 - La chasse à l'héritier du Mayflower   |
| 25 | The XIII History             | Yves Sente | Iouri Jigounov / Iouri Jigounov                    | août 2019            | Dargaud | 978-2505068808    | Parenthèse                                       | Parenthèse                                       |
| 26 | 2132 mètres                  | Yves Sente | Iouri Jigounov / Clémentine Guivarc'h, Bruno Tatti | novembre 2019        | Dargaud | 978-2505069904    | Cycle 07 - La victoire de la Fondation Mayflower | Cycle 07 - La victoire de la Fondation Mayflower |
| 27 | Mémoire rechargée            | Yves Sente | Iouri Jigounov / Stambecco                         | décembre 2020        | Dargaud | 978-2-505-08332-0 | Cycle 07 - La victoire de la Fondation Mayflower | Cycle 07 - La victoire de la Fondation Mayflower |

##### 24. L'Héritage de Jason Mac Lane
Lors d'une réunion à la Fondation du Mayflower, la présidente lance un nouveau projet de conquête après l'échec de la précédente (La Conjuration des XX) avec la candidature du sénateur Allerton qui va utiliser son "évasion" du Banitchistan pour les prochaines présidentielles (alors qu'il était complice).
Aux Pays-Bas, Jason MacLane et la néerlandaise Annika se rendent chez un traducteur pour traduire le document. Il raconte l’histoire du troisième groupe du Mayflower et de la vérité sur les agissements des Puritains qui ont ainsi pris l'ascendant sur les autres pour créer un nouveau monde à leur image. Mais la Fondation les a retrouvés et le duo réussira à quitter les Pays-Bas clandestinement grâce à Little Joe pour se rendre dans le Wyoming chez la sœur de Carrington.
Pendant ce temps, le groupe terroriste qui retient toujours en otage Jones et Carrington se fait massacrer par un autre groupe terroriste pakistanais. Les membres de ce dernier emmènent les otages pour demander une rançon. Mais Jones est gravement blessée à la main par les nouveaux tortionnaires, qui filment la scène.
Jason rencontre le général Wolf, un ami fidèle de Carrington qui lui a succédé au Pentagone, pour organiser l'extraction des otages du Pakistan. L'opération est une réussite et le général fait passer pour mort Jones et Carrington (qui se font soigner) afin que Jason puisse infiltrer la Fondation.
Revenu aux Etats-Unis, Jason se rend à la soirée organisée à la Fondation et rencontre la fameuse présidente qui n'est nulle autre que... Janet Fitzsimmons, la veuve du président Walter Sheridan (qui était également le n°I de la Conjuration des XX). Jason et Janet vont avoir une longue discussion quasi amicale durant laquelle le premier réclame l'héritage du Mayflower, partagé en trois d'après le document officiel qu'il présente. D'après ce document, la reine d'Angleterre a accordé une terre aux groupes du Mayflower (à partager en trois), et Jason est l'héritier d'un tiers du terrain, et donc du tiers de la Fondation. Jason et Janet se mettent d'accord pour se revoir plus tard afin de discuter du partage. Puis Jason s'en va, accompagné de la tueuse Julianne surprise de ce retournement de situation. La discussion cordiale qu'ils commencent en quittant le bâtiment de la réception est cependant vite interrompue par Little Joe, qui kidnappe la femme qui a tué son frère. Jason fait signe au général Wolf qu'il a réussi à infiltrer la Fondation, tandis que le journaliste Danny Finkelstein reçoit les copies de la véritable histoire du Mayflower que l'amnésique lui a transmises.

##### 25. The XIII History
Le journaliste du New York Daily Danny Finkelstein connu pour ses articles sur Kelly Brian et les exactions de la NSA (voir La Version Irlandaise) reçoit les copies des documents sur la véritable histoire du Mayflower par Jason Mac Lane. Alors qu'il examine les documents en vue d'un nouvel article qui va bouleverser l'Histoire des Etats-Unis, son voisin de bureau l'espionne et envoie des informations au président Stephen Dundee, qui prévient la Fondation du Mayflower dont il fait également partie. La Fondation envoie donc des tueurs pour traquer Danny qui va réussir à s'échapper.

#### Troisième cycle
| N° | Titre                    | Scénariste | Dessinateur / Coloriste      | Première publication | Éditeur | ISBN              | Grands cycles                   |
| -- | ------------------------ | ---------- | ---------------------------- | -------------------- | ------- | ----------------- | ------------------------------- |
| 28 | Cuba, où tout a commencé | Yves Sente | Iouri Jigounov / Bruno Tatti | octobre 2022         | Dargaud | 978-2-505-08948-3 | Cycle 08 - La mémoire recouvrée |
| 29 | Moscow - Spaso House     | Yves Sente | Iouri Jigounov / Bruno Tatti | octobre 2024         | Dargaud | 978-2-505-12430-6 | Cycle 08 - La mémoire recouvrée |

#### Hors-série
| N°      | Titre                     | Scénariste       | Dessinateur / Coloriste                     | Première publication | Éditeur | ISBN              |
| ------- | ------------------------- | ---------------- | ------------------------------------------- | -------------------- | ------- | ----------------- |
| HS04TL1 | Traquenards et Sentiments | Jean Van Hamme   | William Vance / Petra                       | janvier 2004         | Dargaud | 2-930196-48-3     |
| HS12    | Le cycle du soleil noir   | Vincent Bernière | Atelier Marge Design / Atelier Marge Design | mars 2024            | Dargaud | 979-10-96119-80-6 |

### XIII Mystery
La série XIII trouve un prolongement dans XIII Mystery. Supervisée par Jean Van Hamme, cette série dérivée propose des albums signés chaque fois par des auteurs différents. Le deuxième, Irina, paru le 30 octobre 2009 a été tiré à 230 000 exemplaires. Chaque album plonge les lecteurs dans le passé des personnages les plus cultes : Jones, Betty Barnowsky, Amos, Sheridan…

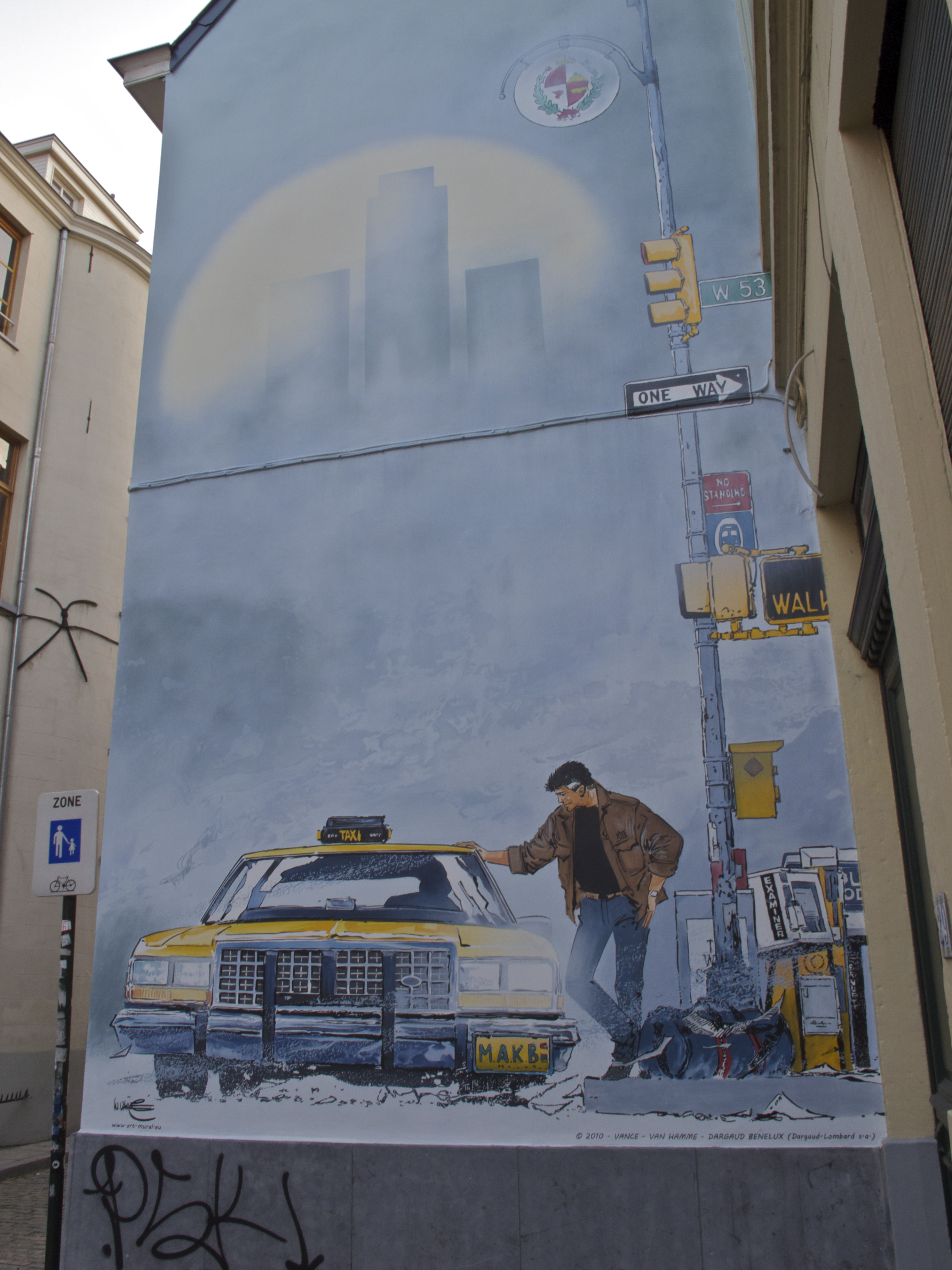
Fresque du parcours BD de Bruxelles reproduisant le dessin présent au dos de chaque tome.

## Univers fictionnel
XIII se déroule dans un monde correspondant au monde contemporain. Il associe des lieux existants à des lieux fictionnels souvent inspirés de la réalité :

### Le San Miguel
- Le San Miguel est un pays hispanique fictif d’Amérique latine, dont la capitale lui est homonyme, San Miguel (comme pour le Guatemala, le Panama ou le Mexique). Cette ville est équipée d'un aéroport international.
- Une de ses ressources économiques est la production de bananes, dont Armand De Préseau a racheté une plantation lorsqu'il s'est installé dans le pays. Installé dans son hacienda, il engagea à son service Romeo (de son vrai nom Tyianuatiapl), un chortí (es). Il s'agit d'un peuple indigène descendant des Mayas et vivant en Amérique centrale, plus précisément au Guatemala, au Salvador et au Honduras. Ce qui laisse supposer que le San Miguel se situe dans cette région.
- Dans sa jungle est installée une base militaire des SPADS (SPecial Assault & Destroying Sections), une section d'élite de l'armée américaine.
- Ce pays apparaît essentiellement dans les albums "S.P.A.D.S." et "Rouge Total". Pour les personnages qui lui sont liés, voir ce lien[9],[10].

### Le Costa Verde
- Le Costa Verde est un autre pays imaginaire inspiré par les républiques bananières d'Amérique latine. Son nom rappelle celui du Costa Rica, mais son histoire évoque plutôt celle de Cuba. En effet, son dictateur, le Général Raúl Ortiz est soutenu par les Américains (à travers la CIA), qui participèrent à l'assassinat de son prédécesseur, le président Jorge de Los Santos. Tout comme ils avaient soutenu son homologue cubain Fulgencio Batista. Tandis que la révolution santosiste est menée par deux leaders charismatiques, El Cascador et Angel de Los Santos, évoquant respectivement Che Guevara et Fidel Castro, de la révolution castriste. El Cascador est officiellement mort en prison et la photo de « son cadavre » (en réalité celui d'un codétenu) a été diffusée dans la presse. Ce qui rappelle la mort du Che dans des circonstances mystérieuses, dont la photo mortuaire fut aussi diffusée mondialement. Quant à Angel de Los Santos, un peu l'équivalent de Castro, il fut jaloux de la popularité de son compagnon d'armes, au point de craindre qu'il ne prenne sa place. De plus, il tente d'instaurer une dictature dans le pays. Quant à la tentative d'invasion militaire de ce pays, elle fait penser au débarquement de la baie des Cochons.
- Puerto Pilar, la capitale, est dotée d'un aéroport, ainsi que d'un palais présidentiel. On trouve aussi dans le pays l'îlot Roca Negra, sur laquelle se trouve la principale prison du pays. Citons aussi le lac artificiel de Montecristo, profond de 50 mètres d'eau et retenu par un barrage, portant le nom du village englouti lors de la montée des eaux.
- Outre de belles plages, on trouve dans le pays des montagnes regorgeant de ressources, dont des gisements de zinc exceptionnellement riche en germanium. Ceux-ci sont convoités par la Minerco, société minière du Minnesota, prête à investir 20 millions de dollars pour les exploiter. Cette richesse contraste avec la pauvreté extrême du pays.
- Autrefois, le pays était dirigé par Jorge de Los Santos, qui voulait lutter contre les inégalités du pays, avant d'être renversé par Ortiz, qui rendit aux riches propriétaires les privilèges que son prédécesseur leur avait retirés. Enfin, à la suite de la révolution santosiste, Jorge de Los Santos Jr, dirige temporairement le pays, avant que ses manigances ne soient révélées au grand jour et qu'il ne se suicide. Lui succède alors sa sœur Maria Isabel De Los Santos, qui s'efforce alors de relever son pays de la pauvreté.
- Ce pays apparaît essentiellement dans les albums Pour Maria, El Cascador, Trois Montres d'argent et Opération Montecristo. Pour les personnages qui lui sont liés, voir ce lien[9],[10].

## Publication

### Périodiques
Les trois premiers épisodes de la série sont publiés dans Spirou préalablement à leur sortie en album.
Deux autres épisodes, La Nuit du 3 août et Pour Maria, sont publiés dans Tintin, respectivement en 1990 et 1992.

### Presse quotidienne régionale et presse nationale
- Treize contre Un paraît en prépublication dans Le Télégramme de Brest en 1991.
- Le Jugement paraît dans Libération en 1997 (version non coloriée).
- Les premiers tomes ont été diffusés, à raison d'une page par jour, dans le journal local Midi libre au début des années 1990. Ainsi que dans le Courrier de l'Ouest en 1984-1985.
- Le tome 17 (L'Or de Maximilien) a été prépublié simultanément dans Les Échos et dans Le Soir en 2005, accompagné d'un programme rédactionnel réalisé en commun par les rédactions des deux titres sous le pilotage de Daniel Couvreur (pour Le Soir) et de Philippe Guillaume (pour Les Échos).
- Le tome 20 (Le Jour du Mayflower) est prépublié dans VSD.

### Éditeurs
- Dargaud Benelux : tomes 1 à 28 (première édition des tomes 1 à 28)
- Dargaud Benelux : tomes 1 à 14 de XIII Mystery
- CBDD : hors-série
- Khani : tirage de tête du tome 9
- Dargaud : tirages de tête des tomes 10 à 17 et 19

## Adaptations

### Jeux
- Le Mystère XIII est un jeu vidéo sur PC de 1997 ; il est produit par les éditions Dargaud, France Télécom Multimédia, M6 et SDI. Jeu d'énigmes basé sur les 11 premiers volumes de la série, il se présente sous la forme d'une bande dessinée dans laquelle le joueur évolue à la recherche d'indices lui permettant de retrouver XIII. Dans ce jeu, on ne joue pas le personnage mais celui d'un journaliste à sa recherche afin d'obtenir une interview et de faire éclater la vérité sur l'affaire. Le jeu est constitué de six dossiers à compléter à l'aide des indices récoltés au fur et à mesure de la progression et des rencontres avec les personnages de la série. Très proche de l'univers de XIII grâce à l'emploi d'une présentation style BD avec laquelle le joueur interagit afin de progresser dans son enquête.
- XIII est également, depuis Noël 2003, un jeu vidéo contenant l'histoire du héros de la bande dessinée éponyme. Ce jeu de tir à la première personne en cel-shading se déroule dans divers niveaux dans lesquels le joueur doit progresser en éliminant ses ennemis. Il dispose pour cela d'un très grand nombre d'armes que le héros XIII devra utiliser plus vite que ses poursuivants.
Le scénario du jeu reprend la trame des 5 premiers albums de la série tout en modifiant la quasi-totalité des éléments.
  - Il fait l'objet d'un remake en 2020.
- XIII : Le Complot est un jeu de société ayant pour thème la série XIII.

### Séries télévisées
En tournage en 2007-2008, une série télévisée franco-canadienne reprend l'œuvre de Van Hamme. Stephen Dorff incarne le héros principal et Val Kilmer endosse le rôle de La Mangouste. Le réalisateur Duane Clark assure vouloir faire une adaptation de XIII la plus proche possible sans copier pour autant la saga Jason Bourne portée à l'écran par Doug Liman et Paul Greengrass. Pour cela, quelques changements de lieux ou d'action par rapport à la bande dessinée sont à prévoir : par exemple, le héros ne se réveille pas sur une plage mais dans une forêt en Virginie. Le premier épisode de la série a été diffusé sur Canal+ le 6 octobre, le second le 13 octobre 2008.

### Autres produits dérivés et utilisations promotionnelles
La Française des jeux a édité plusieurs séries de jeux de grattage à l'effigie des principaux personnages de XIII.
Une ligne de matériel scolaire a été produite avec des illustrations issues de XIII : classeurs, calendriers, agendas[réf. nécessaire]...
Le Figaro lance le 1er juillet 2010 la « collection XIII », une édition Prestige en 20 volumes (18 de XIII et les 2 premiers de XIII Mystery), comprenant un cahier additionnel de 8 pages dans chaque tome[source insuffisante].
La Fédération française de rugby à XIII, pour la finale du Championnat de France, au stade Charlety le 22 mai 1999, a diffusé aux spectateurs un album souple promotionnel, en fait une réédition du premier album Le Jour du soleil noir, pour jouer de la similitude entre le nom de la série de bande dessinée et le chiffre « XIII » qui fait référence à cette forme de rugby.

#### Articles de presse
- Olivier Delcroix, « Jean Van Hamme, la mémoire dans les mots », Le Figaro, 2 juillet 2010
- « XIII : 40 années d'amnésie », ActuaLitté, 22 janvier 2024
- Ariel Herbez, « Les vingt ans de XIII, héros toujours amnésique », Le Temps, 27 février 2004
- Jérôme Lachasse, « Jean Van Hamme: "Il y a une invraisemblance dans XIII, mais je ne vous dirai pas laquelle" », BFM TV, 29 octobre 2017
- David Barroux, « Bande dessinée : « XIII », le rebond », Les Échos, 27 octobre 2023
- Jean-Jacques Larrochelle, « XIII réussit sa mue du papier à l'écran », Le Monde, 3 octobre 2008
- Yaël Eckert, « XIII, la fausse fin d'une BD culte », La Croix, 20 novembre 2007
- Arnaud Malherbe, « Inévitable XIII », L'Express, 2 novembre 2000
- Thierry Bellefroid, « "XIII" fête ses 40 ans : pourquoi cette BD belge a-t-elle connu un tel succès ? », RTBF, 28 février 2024
- Charles Binick, « XIII: « C'est l'archétype du héros sans mémoire » », Le Figaro, 29 novembre 2014
- Yves-Marie Labé, « Le douzième album de « XIII » a été tiré à 430 000 exemplaires », Le Monde, 16 septembre 1997
- Jean-Jacques Larrochelle, « "XIII", EFFICACE ET PRENANT », Le Monde, 16 avril 2011
- Yves-Marie Labé, « "XIII" : un héros, 1 million de cibles », Le Monde, 13 novembre 2007
- Olivier le Bussy, « Le mystère XIII est dévoilé », La Libre, 12 novembre 2007
- « XIII A LA DOUZAINE. Chiffres. Albums. », Libération, 29 juillet 1997
- Olivier Delcroix, « XIII, en avant l'amnésique ! », Le Figaro, 13 novembre 2011
- Alain Delcayre, « XIII, 22 tomes et toujours modèle de réussite marketing », Stratégies, 18 août 2014